# Valutni rat
Valutni rat je vrsta gospodarskog rata koji se vodi tiskanjem novca. To je prvi korak u borbi za povećanje konkurentnosti vlastite države na štetu drugih država. Kad monetarne vlasti pojedinih većih država naglo povećaju vlastitu novčanu masu na tržištu, te tim novcem kupuju strane dionice, obveznice, ili novčanice u cilju deprecijacije vlastite valute. Time konkurentnost domaće privrede raste pošto domaći proizvodi u inozemstvu postaju jeftiniji, a uvozni skuplji. Tada i druge države, u cilju zaštite svoje konkurentnosti, postupaju na isti način, te pokretači valutnog rata moraju ponoviti postupak, što dovodi do prevelike količine novca na tržištu, što vrlo brzo dovodi do inflacije koja smanjuje produktivnost i standard što može, zbog socijalnih nemira, opet dovesti do smanjenja konkurentnosti. Čim inflacija znatnije poraste štediše povlače štednju i kupuju devize što dovodi do još veće devalvacije i naglog ubrzanja inflacije, osobito u gospodarski slabijim državama.   

## Povijesni pregled
U velikoj ekonomskoj krizi 1929. godine valutni rat je počeo kad je američka vlada privremeno ukinula zlatni standard kako bi financirala javne radove i povećala zaposlenost. Tada su na isti način postupile i europske države, osobito ratnim reparacijama opterećena Njemačka koja je zbog pretjerano tiskanja novca upala u stanje hiperinflacije. Tako stvoreni valutni rat ubrzo je prerastao u trgovinski rat koji se uskoro pretvorio u Drugi svjetski rat. Do nove pojave valutnog rata došlo je 2008. godine kad je SAD počeo ponovno tiskati velike količine dolara kako bi kupovinom drugih valuta spustio vrijednost dolara i tako povećao svoj izvoz i smanjio nezaposlenost. Na isti način odgovorila je Velika Britanija i Kina dok je eurozona izbjegla ulazak u ovakav financijski sukob. To je izazvalo u eurozoni prenošenje krize s bankarskog sektora na čitave države, osobito rubne, koje su svoje proizvode prodavale na dolarskom tržištu, gdje su im proizvodi zbog rasta vrijednosti eura postali sve nekonkurentniji.

## Druge mogućnosti za povećanje konkurentnosti
Za izbjegavanje valutnog rata države, osim tiskanja novca, za povećanje konkurentnosti mogu vući i druge poteze kao što su: 
- 1. dizanje carina na proizvode koje se proizvode na domaćem tržištu,
- 2. uvođenje raznih necarinskih barijera koji dižu cijenu uvoznim proizvodima,
- 3. smanjenje troškova domaće proizvodnje, što se može postići;
  - a) smanjenjem poreza i taksa na plaće i profit,
  - b) smanjenje carina na uvoz sirovina koje se ne proizvode na domaćem tržištu, a troši ih domaća proizvodnja,
- 4. Povećanje produktivnosti domaće proizvodnje racionalizacijama i inovacijama na području tehnike, tehnologije i organizacije, kako u poduzećima tako i na području cjelokupne državne uprave.

## Izbjegavanje valutnog rata
Snažne države obično negativne efekte valutnog rata pokušavaju izbjeći istovremenim povlačenjem više raznih poteza koji imaju za cilj povećanje konkurentnosti. 
Politički slabe države, u strahu od socijalnih nemira izbjegavaju smanjenje državnih troškova i racionalizaciju državne uprave, te se radije odlučuju na tiskanje novčanica i inflacijsko sniženje realnog dohotka stanovništva. 
Druga krajnost koja se javlja u državama kod kojih je preveliki utjecaj banaka, uvoznika i štediša na politiku je potpuno izbjegavanje valutnog rata u sukobu s drugim državama, što dovodi do aprecijacije domaće valute i slabljenje konkurentnost domaće proizvodnje.   